# Siergiej Jemielin (hokeista)
Siergiej Siergiejewicz Jemielin, ros. Сергей Сергеевич Емелин (ur. 1 maja 1991 w Ufie) – rosyjski hokeista.
Jego dziadek Anatolij (ur. 1942), wujek Anatolij (ur. 1964) i kuzyn Konstantin (ur. 1988) także zostali hokeistami.

## Kariera klubowa
- Saławat Jułajew 2 Ufa (2008-2009)
- Tołpar Ufa (2009-2012)
- Saławat Jułajew Ufa (2011-2013)
  -  Toros Nieftiekamsk (2011-2013)
- Mietałłurg Nowokuźnieck (2013-2014)
- Awtomobilist Jekaterynburg (2014-2016)
- Toros Nieftiekamsk (2016-2020)
- Kryżani Wowky Kijów (2020)
- HK Ałmaty (2020-2021)

Wychowanek i do 2013 zawodnik Saławata Jułajew Ufa. Od grudnia 2011 tymczasowo występował w Torosie Nieftiekamsk. Od maja 2013 zawodnik Mietałłurga Nowokuźnieck (wraz z nim przekazany został inny gracz Saławatu, Artiom Gariejew, a z Nowokuźniecka do Ufy trafił Aleksandr Mierieskin). Od końca maja 2014 zawodnik Awtomobilista Jekaterynburg. Od sierpnia 2016 ponownie zawodnik Torosu. Po sezonie 2019/2020 odszedł z klubu. Od sezonu 2020/2021 zawodnik ukraińskiego zespołu Kryżani Wowky Kijów. Od grudnia 2020 stycznia 2021 reprezentował HK Ałmaty.

## Sukcesy
Klubowe
- Brązowy medal MHL: 2010, 2011 z Tołparem Ufa
- Złoty medal WHL /  Puchar Bratina: 2012, 2013 z Torosem Nieftiekamsk

Indywidualne
- MHL (2010/2011):
  - Mecz gwiazd MHL
- Wysszaja Chokkiejnaja Liga (2011/2012):
  - Najlepiej zapowiadający się zawodnik miesiąca - wrzesień 2011, kwiecień 2012
  - Najlepszy pierwszoroczniak sezonu
- Wysszaja Chokkiejnaja Liga (2012/2013):
  - Najlepiej napastnik miesiąca - luty 2013